# Kaunerbergstraße
De Kaunerbergstraße (L250) is een 5,92 kilometer lange Landesstraße (lokale weg) in het district Landeck in de Oostenrijkse deelstaat Tirol. De weg begint in Prutz (866 m.ü.A.), waar de weg aansluit op de Kaunertalstraße (L18). Vandaar loopt de weg in oostelijke richting via Faggen het Kaunertal in en via Kauns tot bij Kaunerberg, waar de weg de Gacher-Blick-Straße (L63) richting de Pillerhöhe aansluit. Het beheer van de straat valt onder de Straßenmeisterei Ried im Oberinntal.